# Індитія
Індитія (грец. ἡ ἐνδυτή — «вбрання»; від лат. induo — «одягаю») — одна з шат Святого Престолу у візантійській традиції, світла дорога шовкова або парчева тканина, яку кладуть поверх нижнього облачення — срачиці (грец. κατασάρκα). У літургійних пам'ятках індитія називається також ἅπλωμα (букв. — «те, що розстеляється») або τραπεζόφορον (букв. — «те, що несе на собі Святий Престол»). Перші свідчення про індитію сягають VI—VII ст..
У середньовіччя індитія зазвичай не звисала до підлоги, виконуючи декоративну функцію і прикриваючи більш просту срачицю, яка виготовлена з льону. В сучасній практиці православ'я індитія зазвичай звисає до самої підлоги або використовуються 2 індитії — одна довша, інша — більш коротка і дорога. Тільки в тому випадку, якщо Святий Престол кам'яний і прикрашений зображеннями, на нього покладається укорочена індитія.
Святитель Симеон Солунський тлумачить індитію і як «образ Божої слави», оскільки святий престол є троном Царя Христа, і як «вбрання слави», що нагадує блискучий одяг Спасителя; тому і в чині освячення престолу індитія покладається зі співом стиха «Господь воцарився, в красу зодягнувся» (Пс 92. 1).